# Cartoon Magic
Cartoon Magic era un programma televisivo per ragazzi, andato in onda nel periodo 2011-2012 su Rai 2, con la conduzione di Ambra Lo Faro e Ruggero Pasquarelli.
Questo programma aveva per scopo di far conoscere tanti trucchi di magia a bambini e giovani, infatti nella trasmissione erano presenti diversi maghi.
All'interno del programma c'erano il programma Art Attack con la conduzione di Giovanni Muciaccia e i cartoni animati come Timon e Pumbaa, Gargoyles - Il risveglio degli eroi, Le nuove avventure di Braccio di Ferro, Il piccolo principe, Inazuma Eleven, Pretty Cure, I classici Disney, DuckTales, Ecco Pippo!, Bonkers, Quack Pack, TaleSpin, Fillmore!, Cip & Ciop agenti speciali, Aladdin, Doug, Ricreazione, Lilo & Stitch, Finalmente weekend!, Marsupilami, La carica dei 101 - La serie, La leggenda di Tarzan, Pepper Ann e tanti altri, sono stati riproposti dalla Rai nel 2010 al 2014 all'interno di Cartoon Flakes.